# Oliver Glacier, Nunavut
Oliver Glacier är en glaciär i Kanada.   Den ligger i territoriet Nunavut, i den nordöstra delen av landet, 3 000 km norr om huvudstaden Ottawa. Oliver Glacier ligger 963 meter över havet.
Terrängen runt Oliver Glacier är kuperad åt sydost, men åt nordväst är den bergig. Trakten runt Oliver Glacier är nära nog obefolkad, med mindre än två invånare per kvadratkilometer.. Det finns inga samhällen i närheten.
Trakten runt Oliver Glacier är permanent täckt av is och snö.